# 舍費爾施泰因山

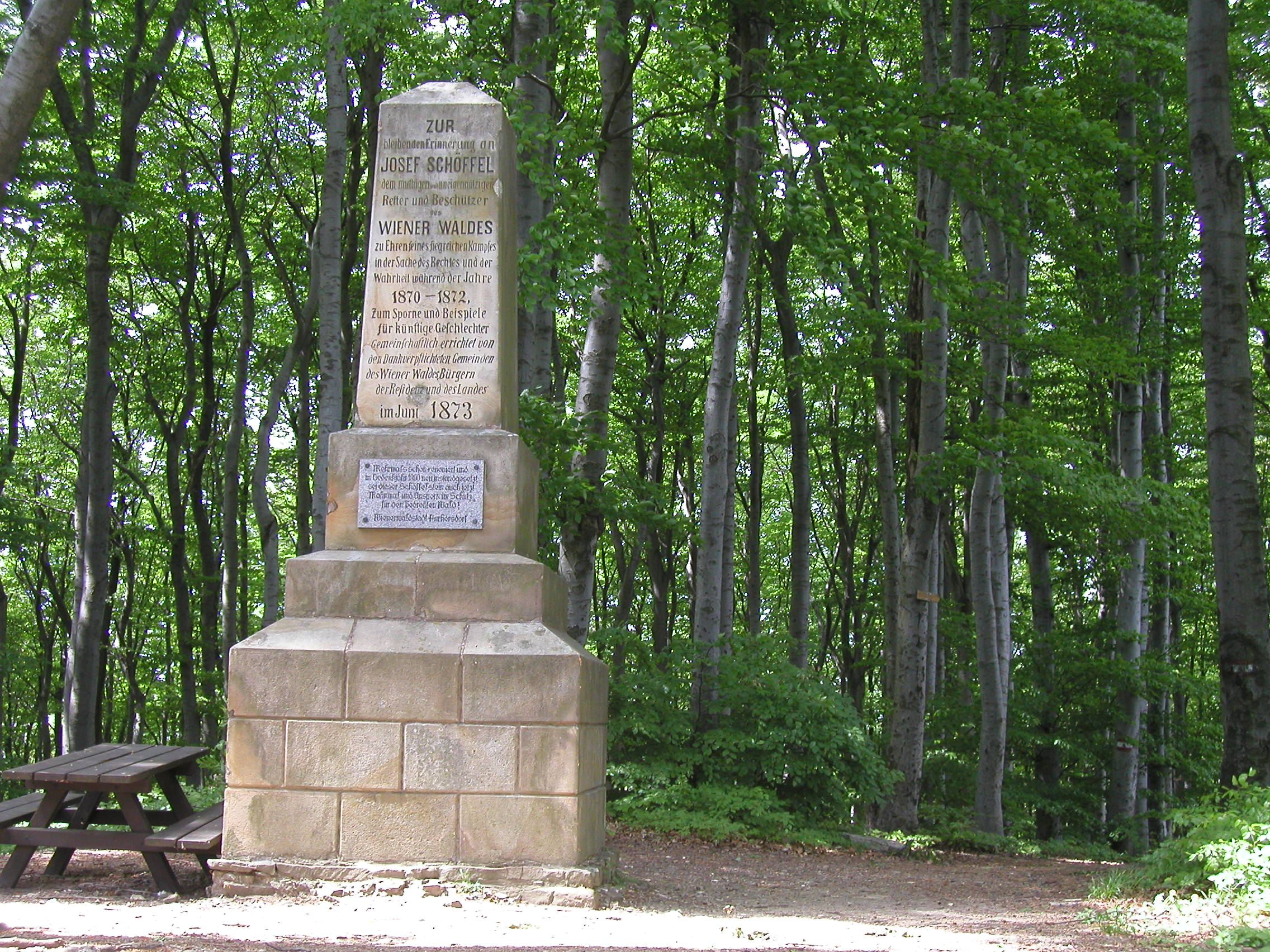

48°11′53″N 16°10′30″E / 48.19806°N 16.17500°E
舍費爾施泰因山（德語：Schöffelstein），是奧地利的山峰，位於該國東北部，由下奧地利州負責管轄，屬於維也納林山的一部分，距離魯多爾夫斯赫厄山0.5公里，海拔高度425米。